# Rolls-Royce LiftSystem
Rolls-Royce LiftSystem je pogonska naprava, ki se jo namesti na reaktivni motor P & W F135 od lovca F-35B. LiftSystem omogoča lovcu STOVL sposobnosti - kratek vzlet in vertikalen pristanek. Podobna naprava je motor RR Pegasus (na Harrierju), vendar se za razliko pri LiftSystemu del vzgona proizvede s premikanjem hladnega zraka z ventilatorjem. F-35B za razliko od Harrierja lahko doseže nadzvočne hitrosti. 
Rolls-Royce LiftSystem je zgrajen iz štirih glavnih komponent:
- LiftFan - vzgonski ventilator
- Pogonska gred do ventilatorja [1]
- Repni usmerjevalnik potiska (three-bearing swivel module - 3BSM)
- Dve manjši šobi pri straneh za krmiljenje

| 3BSM (suh potisk) | LiftFan           | Dve manjši šobi  | Skupno             |
| ----------------- | ----------------- | ---------------- | ------------------ |
| 18000 lbf (80 kN) | 20000 lbf (89 kN) | 3900 lbf (17 kN) | 41900 lbf (186 kN) |